# Magica (album)
Magica je osmé studiové album americké heavymetalové skupiny Dio, kterou vedl zpěvák Ronnie James Dio. Ten byl rovněž producentem tohoto alba, které vydalo v březnu 2000 hudební vydavatelství Spitfire Records. Jde o konceptuální album. Oproti předchozímu albu Angry Machines, které vyšlo o čtyři roky dříve, se zde vyměnila velká část členů skupiny. Kytaristu Tracyho Grijalvu nahradil Craig Goldy, na post baskytaristy Jeffa Pilsona se vrátil Jimmy Bain, který v kapele již v osmdesátých letech působil, a bubeníka Vinnyho Appicea vystřídal Simon Wright. Místo klávesisty Scotta Warrena zůstalo neobsazené a o tento nástroj se na této desce postarali ostatní členové kapely.

## Seznam skladeb
| Pořadí | Název                          | Autor            | Délka |
| ------ | ------------------------------ | ---------------- | ----- |
| 1.     | Discovery                      | Ronnie James Dio | 0:54  |
| 2.     | Magica Theme                   | Dio              | 1:16  |
| 3.     | Lord of the Last Day           | Dio              | 4:04  |
| 4.     | Fever Dreams                   | Dio              | 4:37  |
| 5.     | Turn to Stone                  | Dio, Craig Goldy | 5:19  |
| 6.     | Feed My Head                   | Dio, Goldy       | 5:39  |
| 7.     | Eriel                          | Dio, Goldy       | 7:25  |
| 8.     | Challis                        | Dio, Goldy       | 4:25  |
| 9.     | As Long as It's Not About Love | Dio, Goldy       | 6:04  |
| 10.    | Losing My Insanity             | Dio, Goldy       | 5:04  |
| 11.    | Otherworld                     | Dio, Goldy       | 4:56  |
| 12.    | Magica (Reprise)               | Dio              | 1:53  |
| 13.    | Lord of the Last Day (Reprise) | Dio              | 1:44  |

## Obsazení
- Ronnie James Dio – zpěv, klávesy
- Craig Goldy – kytara, klávesy
- Jimmy Bain – baskytara
- Simon Wright – bicí